# Motherland: Fort Salem
Motherland: Fort Salem je americký nadpřirozený dramatický televizní seriál, který vytvořil Eliot Laurence. Měl premiéru 18. března 2020 na televizní stanici Freeform. Příběh seriálu sleduje tři čarodějky, Raelle Collar (Taylor Hickson), Tally Craven (Jessica Sutton) a Abigail Bellweather (Ashley Nicole Williams), jež byly odvedeny do americké armády. V srpnu 2021 získal seriál druhou řadu, která měla premiéru 22. června 2021. Třetí závěrečná řada byla premiérově vysílána od 21. června do 22. srpna 2022.

## Synopse
Motherland: Fort Salem sleduje osud tří čarodějek, Raelle Collar, Abigail Bellweather a Tally Craven, jež byly odvedeny do americké armády. Cvičí se v bojové magii a učí se používat své hlasivky k vytváření mocných kouzel. Seriál se odehrává ve světě ovládaném ženami, ve kterém Spojené státy ukončily před 300 lety během čarodějnických procesů v Salemu pronásledování čarodějnic podpisem dohody známé jako Salem Accord. Svět se ocitá v rozporu s teroristickou skupinou Spree, která bojuje proti odvodu čarodějek.

## Obsazení

### Hlavní role
| Taylor Hickson         | Raelle Collar                              |
| Amalia Holm            | Scylla                                     |
| Demetria McKinney      | Anacostia Quartermaine                     |
| Jessica Sutton         | Tally Craven                               |
| Ashley Nicole Williams | Abigail Bellweather                        |
| Lyne Renée             | Sarah Alder (2.–3. řada; 1. řada vedlejší) |

### Vedlejší role
| Catherine Lough Haggquist | Petra Bellweather                     |
| Diana Pavlovska           | Willa Collar                          |
| Hrothgar Mathews          | Edwin Collar                          |
| Annie Jacob               | Glory Moffett (1. řada)               |
| Sarah Yarkin              | Libba Swythe (1. řada)                |
| Sheryl Lee Ralph          | Kelly Wade                            |
| Kai Bradbury              | Gerit Buttonwood (1. řada)            |
| Emilie Leclerc            | Izadora                               |
| Tony Giroux               | Adil                                  |
| Kylee Brown               | Khalida                               |
| Victor Webster            | Blanton Silver (2.–3. řada)           |
| Arlen Aguayo-Stewart      | Nicte Batan (2.–3. řada)              |
| Mellany Barros            | Penelope Silver (2.–3. řada)          |
| Ess Hödlmoser             | M (2.–3. řada)                        |
| Praneet Akilla            | Gregorio (2. řada; 3. řada hostující) |
| Bob Frazer                | Alban Hearst (2.–3. řada)             |
| Sandra Ferens             | Quinn (2.–3. řada)                    |
| Liza Huget                | Minerva Bellweather (2.–3. řada)      |
| Luc Roderique             | Sterling Woodlot (2.–3. řada)         |
| Emilie Ullerup            | Kara Brandt (3. řada)                 |
| Michael Horse             | Maršál (3. řada)                      |
| Aaron Douglas             | plukovník Jarrett (3. řada)           |
| Olivia Lucas              | Thelma Bearkiller (3. řada)           |

### Hostující role
| Jillian Fargey  | May Craven          |
| Nick E. Tarabay | Witchfather         |
| Bernadette Beck | Charvel Bellweather |
| Naiah Cummins   | Bridey              |
| Marci T. House  | Imperatrix          |

## Seznam dílů

### První řada (2020)
| Č. v seriálu | Č. v řadě | Původní název      | Český název        | Režie             | Scénář                                       | Premiéra v USA  |
| ------------ | --------- | ------------------ | ------------------ | ----------------- | -------------------------------------------- | --------------- |
| 1            | 1         | Say the Words      | Řekni ta slova     | Steven A. Adelson | Eliot Laurence                               | 18. března 2020 |
| 2            | 2         | My Witches         | Moje čarodějnice   | Steven A. Adelson | Eliot Laurence                               | 25. března 2020 |
| 3            | 3         | A Biddy's Life     | Biddyho život      | Amanda Tapping    | Brian Studler                                | 1. dubna 2020   |
| 4            | 4         | Hail Beltane       | Ať žije Beltane    | Haifaa Al Mansour | Christopher Oscar Peña                       | 8. dubna 2020   |
| 5            | 5         | Bellweather Season | Sezóna Bellweather | MJ Bassett        | Joy Kecken                                   | 15. dubna 2020  |
| 6            | 6         | Up is Down         | Nahoře je dole     | Rebecca Johnson   | Maria Maggenti                               | 22. dubna 2020  |
| 7            | 7         | Mother Mycelium    | Mateřské mycelium  | Shannon Kohli     | Nicole Avenia a Nikki McCauley               | 29. dubna 2020  |
| 8            | 8         | Citydrop           | Citydrop           | David Grossman    | Eli Edelson a Joy Kecken                     | 6. května 2020  |
| 9            | 9         | Coup               | Puč                | Steven A. Adelson | námět: Maria Maggenti scénář: Eliot Laurence | 13. května 2020 |
| 10           | 10        | Witchbomb          | Čarodějnická bomba | Steven A. Adelson | Eliot Laurence                               | 20. května 2020 |

### Druhá řada (2021)
| Č. v seriálu | Č. v řadě | Původní název                 | Režie            | Scénář                         | Premiéra v USA    |
| ------------ | --------- | ----------------------------- | ---------------- | ------------------------------ | ----------------- |
| 11           | 1         | Of the Blood                  | Amanda Tapping   | Eliot Laurence                 | 22. června 2021   |
| 12           | 2         | Abomination                   | Amanda Tapping   | Brian Studler                  | 29. června 2021   |
| 13           | 3         | A Tiffany                     | Shannon Kohli    | Kay Reindl a Erin Maher        | 6. července 2021  |
| 14           | 4         | Not Our Daughters             | Nimisha Mukerji  | Bryan Q. Miller                | 13. července 2021 |
| 15           | 5         | Brianna's Favorite Pencil     | Jason Stone      | Nicole Avenia                  | 20. července 2021 |
| 16           | 6         | My 3 Dads                     | Jem Garrard      | Eli Edelson                    | 27. července 2021 |
| 17           | 7         | Irrevocable                   | Shannon Kohli    | KD Dávila a Will J. Watkins    | 3. srpna 2021     |
| 18           | 8         | Delusional                    | Kimani Ray Smith | Kay Reindl a Erin Maher        | 10. srpna 2021    |
| 19           | 9         | Mother of All, Mother of None | David Frazee     | Bryan Q. Miller                | 17. srpna 2021    |
| 20           | 10        | Revolution, Part 1            | Amanda Tapping   | Eliot Laurence a Brian Studler | 24. srpna 2021    |

### Třetí řada (2022)
| Č. v seriálu | Č. v řadě | Původní název                    | Režie          | Scénář                         | Premiéra v USA    |
| ------------ | --------- | -------------------------------- | -------------- | ------------------------------ | ----------------- |
| 21           | 1         | Homo Cantus                      | Amanda Tapping | Eliot Laurence                 | 21. června 2022   |
| 22           | 2         | The Price of Work                | Amanda Tapping | Brian Studler                  | 28. června 2022   |
| 23           | 3         | Oh Elayne...                     | Jem Garrard    | Eli Edelson                    | 5. července 2022  |
| 24           | 4         | Happy Yule!                      | Shannon Kohli  | Nicole Avenia                  | 12. července 2022 |
| 25           | 5         | Cession in Session               | Jacquie Gould  | Will J. Watkins                | 19. července 2022 |
| 26           | 6         | Book Club                        | Shannon Kohli  | Nikki McCauley                 | 26. července 2022 |
| 27           | 7         | She Returns                      | David Frazee   | Eli Edelson a Cherie Dimaline  | 2. srpna 2022     |
| 28           | 8         | Petra's Favorite Pen             | Jem Garrard    | Nicole Avenia a Tom Hanada     | 9. srpna 2022     |
| 29           | 9         | But I Don't Even Have A Dress... | David Frazee   | Brian Studler a Jeff Patneaude | 16. srpna 2022    |
| 30           | 10        | Revolution, Part 2               | Amanda Tapping | Eliot Laurence                 | 23. srpna 2022    |

## Produkce

### Vývoj
Vývoj seriálu začal v srpnu 2016 pod pracovním názvem Motherland a 5. června 2018 byl objednán pilotní díl. Dne 5. března 2019 bylo oznámeno, že stanice Freeform objednala produkci první řady čítající deset dílů. Seriál vytvořil Eliot Laurence, jenž byl do projektu zapojen též jako výkonný producent. Dalšími výkonnými producenty se stali Will Ferrell, Adam McKay, Kevin Messick, Maria Maggenti a Steven Adelson. Seriál produkovaly společnosti Freeform Studios a Gary Sanchez Productions. Dne 14. května 2019 vyšel první oficiální trailer. Motherland: Fort Salem měl premiéru 18. března 2020.
David J. Peterson spolu s Jessie Samsovou vytvořili jazyk známý jako Méníshè, kterým v seriálu mluví Tarimové a jenž je popisován jako „starobylý čarodějnický jazyk“. Laurence a jeho tým znali Petersona z jeho předchozí účasti na tvorbě jazyků k seriálu Hra o trůny a rozhodli se jej proto najmout.
Dne 19. května 2020 získal seriál druhou řadu, jež měla premiéru 22. června 2021. Freeform objednal třetí závěrečnou řadu 23. srpna 2021; její premiéra se uskutečnila 21. června 2022.

### Casting
Společně s oznámením o objednání produkce první řady seriálu bylo odhaleno, že se v hlavních rolích objeví Taylor Hickson, Jessica Sutton, Amalia Holm a Demetria McKinney. Kelcey Mawema, jež v pilotním díle ztvárnila jednu z hlavních postav, byla přeobsazena; nahradila ji Ashley Nicole Williams. Dne 9. srpna 2019 bylo oznámeno, že se v epizodní roli objeví Bernadette Beck. Na konci září téhož roku pak bylo odhaleno, že jednu z vedlejších rolí ztvární Kai Bradbury. Dne 28. ledna 2020 byla do vedlejší role obsazena Sarah Yarkin. Lyne Renée, která se v seriálu objevila ve vedlejší roli, vystoupí v druhé řadě v hlavní roli. Do vedlejších rolí se v květnu 2021 připojili Victor Webster, Mellany Barros, Praneet Akilla, Ess Hödlmoser a Arlen Aguayo.

### Natáčení
Pilotní díl seriálu se natáčel v červenci 2018. Natáčení první řady probíhalo od 22. dubna do 23. srpna 2019 ve Vancouveru v Britské Kolumbii. Některé scény byly pořízeny ve čtvrti Cloverdale města Surrey mezi 9. až 10. květnem. Natáčení druhé řady začalo 9. října 2020 a skončilo 1. dubna 2021. Třetí řada se natáčela od 2. listopadu 2021 do 14. dubna 2022.